# 硼
硼，是一種化學元素，化學符號为B，原子序數为5，原子量為10.811 u。由於硼的產生完全來自於宇宙射線散裂以及超新星而非恆星核合成，所以硼在太陽系與地殼中含量很低。地球上最常見硼的天然化合物，是以水溶性的硼酸鹽形式聚集在一起。工業上可直接開採硼鹽酸的蒸發岩，例如硼砂和斜方硼砂。已知土耳其有最大的硼蘊含量，是最大的生產地。
在天然存在的硼元素是一種類金屬，在隕石中可以找到少許，然而在地球上尚未發現天然存在的硼单质。工業上因為碳或其他元素的污染所以難以製造出高純度的硼，硼有數種同素異形體，而無定形硼是棕色粉末狀，結晶硼的顏色是介於銀色至黑色。硼的莫氏硬度是9.5（非常硬），在常溫下是不良導體。主要應用為製作成硼絲，用途類似一些以碳纖維支撐的高強度材料。
硼在自然界中主要以化合物形式存在，在全球消耗中有一半的硼用於玻璃纖維的添加劑，功能是絕緣和結構材料。其次要的用途是聚合物以及瓷器品，採用高強度、輕質結構和耐火材料。硼矽酸鹽玻璃因有比普通鈣玻璃更高的強度和抗熱衝擊性所以市場才會有所需求。硼的化合物過硼酸鈉時可作為漂白劑。硼少量用於半導體的參雜劑；用於有機合成則為中間劑。一些含有硼的藥物正在被使用或研究當中。天然硼由兩種穩定同位素所組成，其中一種（硼-10）具有許多用途，例如中子捕捉劑。
在生物學上，硼酸盐的毒性對哺乳類動物低（相當於食用鹽的影響程度）；但是對於節肢動物較高, 可以作為殺蟲劑。硼酸具有溫和的抗菌性，已知有數種含硼的有機抗生素。硼是植物必須的元素，在農業上像硼砂和硼酸可作為肥料只需微量，過量則具有毒性。硼化合物扮演強化植物細胞壁的角色。雖然有些證據證明對骨質有幫助，但是否對哺乳類（包含人類）為必要元素還未知。

## 发现及命名
硼的元素名稱，來自於硼砂（borax）。天然含硼的化合物硼砂早为古代医药学家所知悉。西藏是世界上盛产硼砂的地方之一。
1702年法国医生威廉·洪贝格首先用硼砂与硫酸反应制得硼酸，称之为镇静盐（Sal Sedativum）。1741年法国化学家帕特指出，硼砂与硫酸作用除生成硼酸外，还得到硫酸钠。1789年拉瓦锡把硼酸基列入元素表。1808年英国化学家汉弗里·戴维和法国化学家盖·吕萨克、路易·雅克·泰纳尔各自获得单质硼。
硼的拉丁文名称为 boracium，來自阿拉伯文buraq（بورق）或波斯文burah（بوره）；兩者皆為硼砂之意。日文與韓文便因此將之意譯為「硼素」。

## 单质
硼有两种同素异形体：结晶形硼是有光泽的灰色晶体，硬度与金刚石相近，但极脆；另一種硼則是暗棕色的粉末。

## 分布
硼绝少单独存在，通常以硼砂的化合形式出现。硼砂可用作水软化剂和清洁剂。

## 同位素
已发现的硼的同位素共有9种，包括硼8，硼9，硼10，硼11，硼12，硼13，硼14，硼15，硼17，其中只有硼10，硼11是稳定的，其他同位素都带有放射性。

## 用途
幾乎所有從地球中所採集的硼礦石都被精煉成硼酸或硼砂。在美國，有70%的硼用於生產玻璃和陶瓷。 全球主要的工業用硼化物，大多用於生產含硼的絕緣和結構之玻璃纖維（約占最終用途的46%），特別是在亞洲。將五水硼砂或氧化硼添加到玻璃中，可以影響玻璃的強度或熔融性質。 全球硼產量的另外10%，用於生產硼矽酸鹽玻璃，其為玻璃器皿中的高強度玻璃。全球硼產量的大約15%，用於硼陶瓷，其中包含以下提及的超硬材料。全球硼產量的11%用於農業、漂白劑及洗滌劑則約佔6%。

#### 元素硼纖維
硼纖維（硼絲）是高強度的輕質材料，主要用於先進的航太結構，作為複合材料組成的部分，且限量生產消費品和體育用品，如：高爾夫球桿和釣魚竿。纖維可以通過在鎢絲上做化學氣相沉積（CVD）來產生。
通過雷射輔助化學氣相沉積可產生硼纖維和次毫米尺寸的結晶硼彈簧。聚焦雷射光束的平移甚至可以產生複雜的螺旋結構。這種螺旋結構表現出非常好的機械性質（彈性模數450GPa、斷裂應變3.7%、斷裂應力17GPa），可以作為陶瓷增強材料或微機械系統。

#### 硼化玻璃纖維
玻璃纖維是以玻璃絲加強塑料強度的複合材料，通常會編織成布的形式。根據玻璃纖維的用途，材料中使用的玻璃絲會由各種類型的玻璃製成。這些玻璃都含有二氧化矽或矽酸鹽，含有不同量的鈣、鎂、和少數硼氧化物。硼以硼矽酸鹽、硼砂或硼氧化物的形式存在，並且被添加在玻璃中以增加其強度，或者作為助熔劑以降低二氧化矽的熔化溫度，因為純二氧化矽的熔融溫度太高會使玻璃絲的製作困難。
用於玻璃纖維的高硼化玻璃是E玻璃以電器用途命名，但現在常用於玻璃纖維。E玻璃是鋁硼矽酸鹽玻璃，含有1% w/w （質量百分比）的鹼金屬氧化物，主要用於玻璃纖維增強塑料。其他常見的高硼玻璃包括C玻璃，具有高氧化硼含量的鹼鈣玻璃，用於玻璃短纖維和絕緣材料；還有D玻璃，其為硼矽酸鹽玻璃，以低介電常數命名。
並非所有玻璃纖維都含有硼，但在全球範圍內，大多數使用的玻璃纖維都含有硼。由於玻璃纖維在建築和絕緣材料中廣為使用，含硼玻璃纖維消耗全球硼產量的一半，並且是單一硼最大的經濟市場。

#### 硼矽酸鹽玻璃
硼矽酸鹽玻璃成分通常為12-15%的B2O3、80%的SiO2和2%的Al2O3，具有低熱膨脹係數，使其具有良好的耐熱衝擊特性。肖特集團的Duran和康寧的Pyrex是此玻璃的兩個主要品牌，基於耐熱衝擊的特性，用於實驗室玻璃器皿、一般家庭廚具和烤盤。

#### 其他用途
- 硼在半导体工业大量用作半导体掺杂物，同时硼的化合物在杀虫剂、防腐剂的制造中也有重要的地位。硼还是植物的必需营养元素之一。
- 硼烷可以作为火箭的高能燃料。
- 硼酸（H
3BO
3）是有防腐性能的弱酸，同時也是中子吸收劑，在核反應爐內控制核分裂速率。
- 硼化鎂在一定的低溫下會變成超導體。
- 氮化硼可以作为工业上的固体润滑剂，被称为“白色石墨”。氮化硼和石墨类似，具有一种坚硬的同素异形体，其硬度仅次于钻石。
- 碳化硼作為組成核反應控制棒的材料。

## 外部連結
- 元素硼在洛斯阿拉莫斯国家实验室的介紹（英文）
- —— 硼（英文）
- 元素硼在The Periodic Table of Videos（諾丁漢大學）的介紹（英文）
- 元素硼在Peter van der Krogt elements site的介紹（英文）
- WebElements.com – 硼（英文）